# Traktat londyński (1930)
Traktat londyński (londyński traktat morski) – porozumienie międzynarodowe regulujące zbrojenia morskie i limitujące budowę okrętów, zawarte 22 kwietnia 1930 roku pomiędzy Wielką Brytanią, USA, Japonią, Francją i Włochami. Oficjalnie nosił tytuł: Traktat międzynarodowy w sprawie ograniczenia i redukcji uzbrojenia morskiego (ang. International Treaty for the Limitation and Reduction of Naval Armament).
Traktat londyński stanowił rozszerzenie traktatu waszyngtońskiego z 1922 roku, zawartego między tymi samymi państwami i był ponowną próbą zawarcia traktatu rozbrojeniowego po nieudanej genewskiej konferencji morskiej z 1927 roku. Konferencja londyńska rozpoczęła się 21 stycznia 1930 roku.

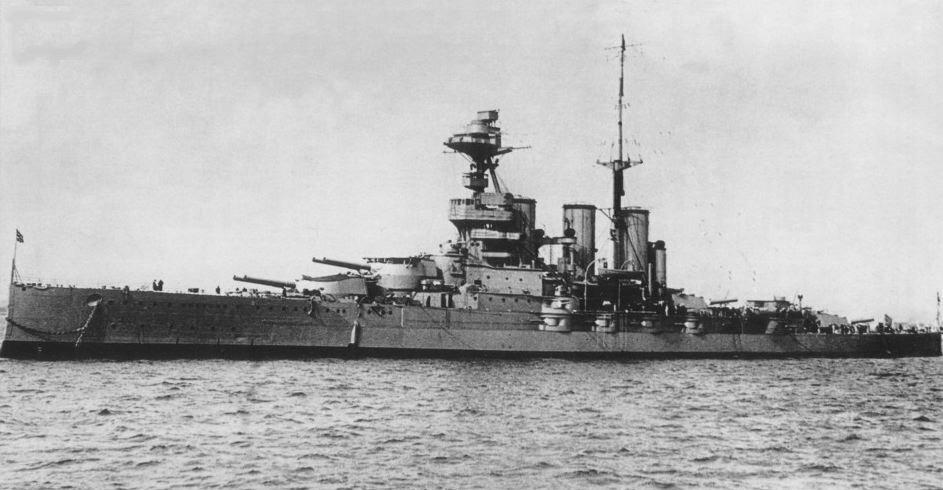
Brytyjski krążownik liniowy HMS „Tiger” wycofany ze służby na skutek traktatu

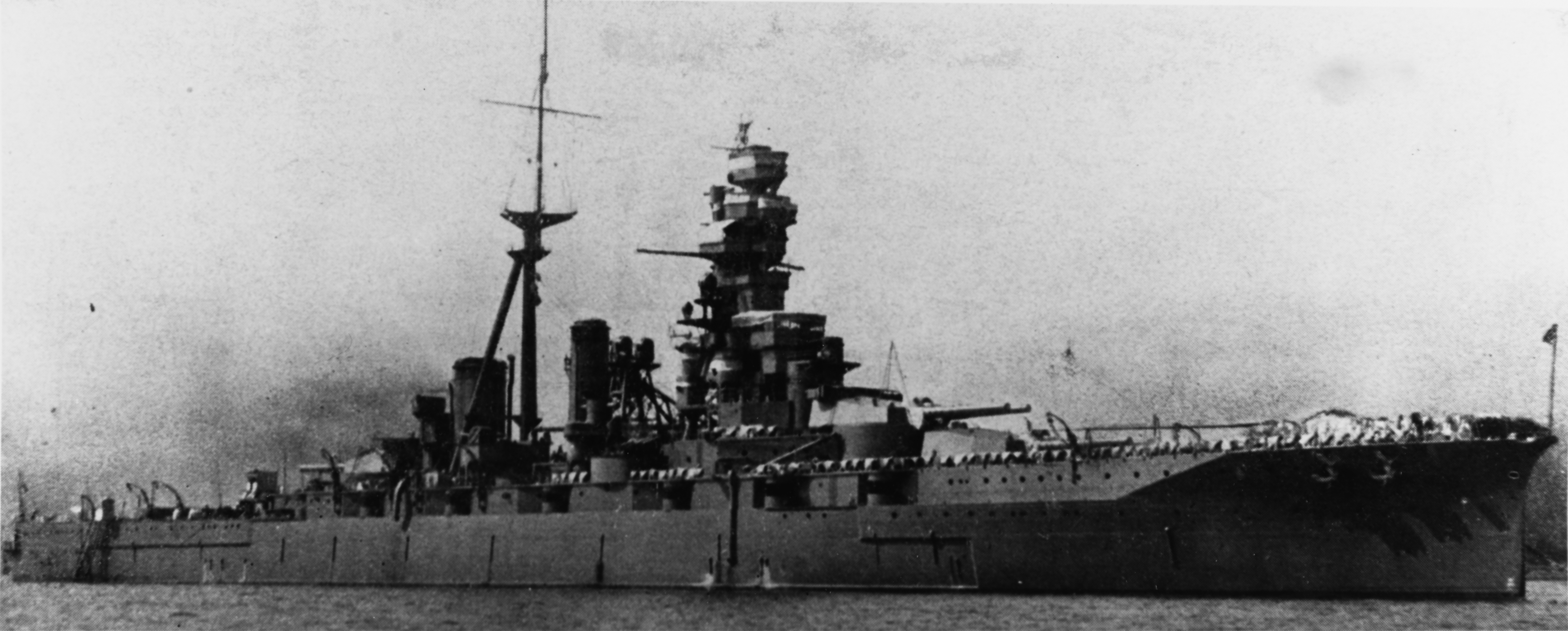
Japoński krążownik liniowy „Hiei” po przebudowie na okręt szkolny (widoczne miejsce po zdjętym pasie pancernym)

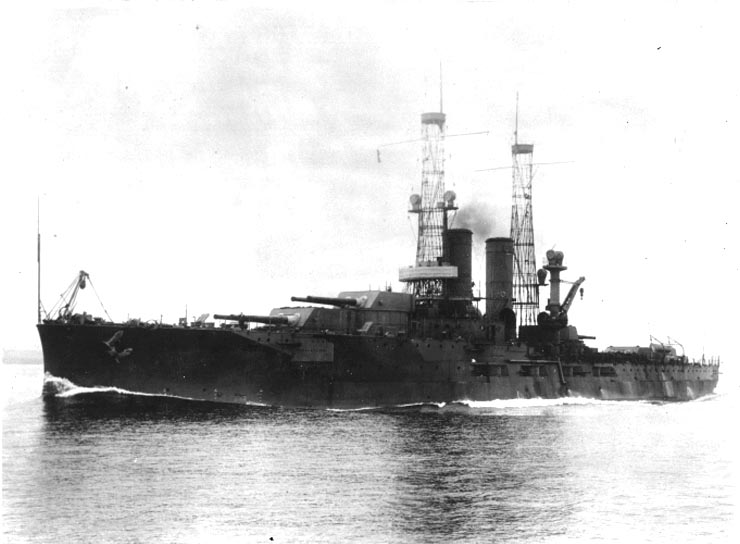
Amerykański pancernik USS „Utah” wycofany i przebudowany na skutek traktatu na okręt-cel

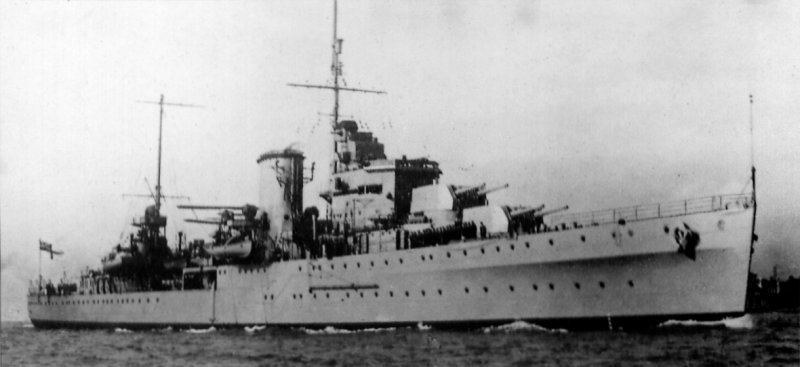
Efektem traktatu była budowa nowoczesnych krążowników lekkich, jak brytyjski HMS „Ajax”

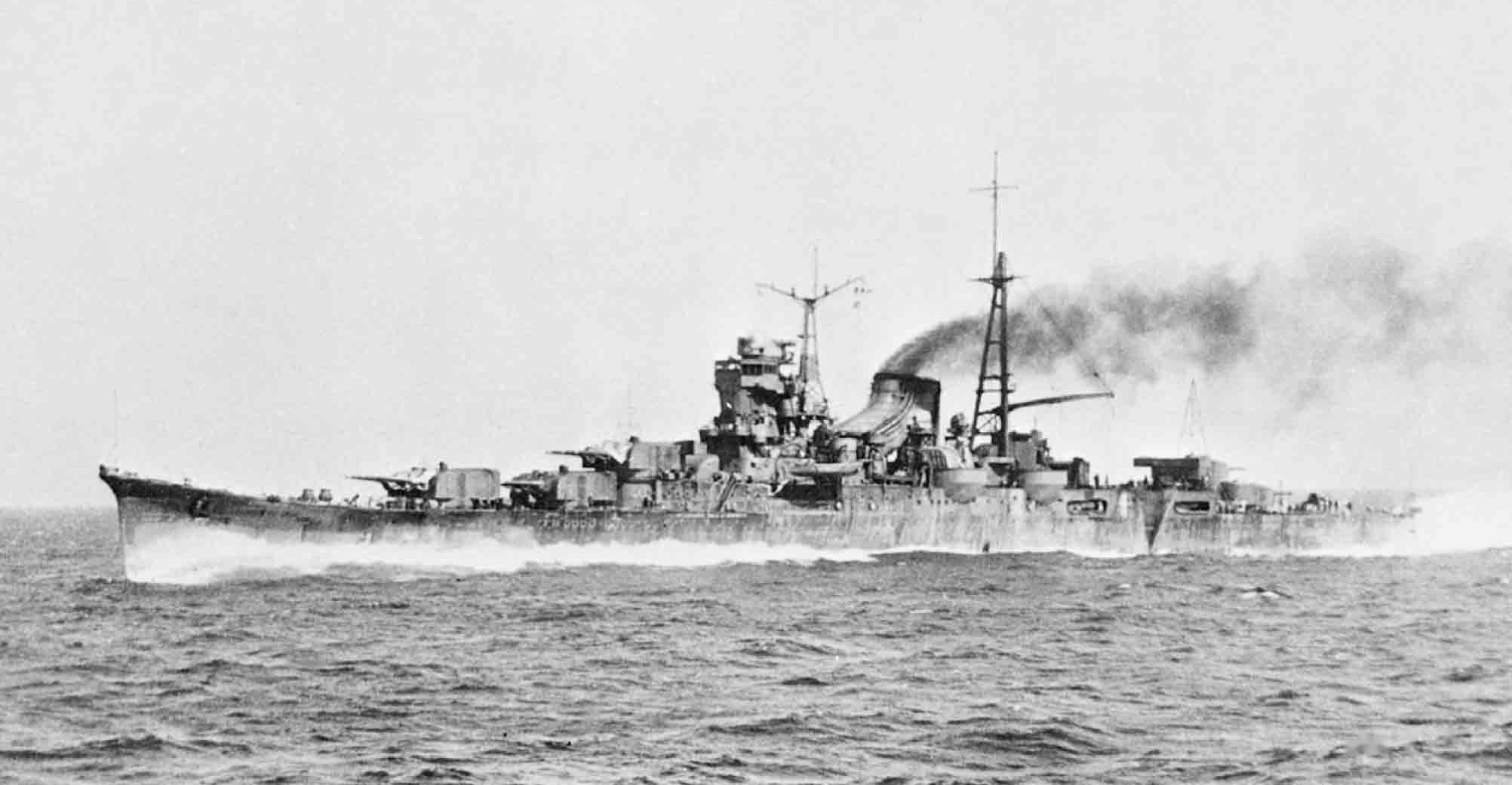
Japoński „Mogami” – przedstawiciel nowych silnych krążowników lekkich, o maksymalnych dopuszczalnych parametrach

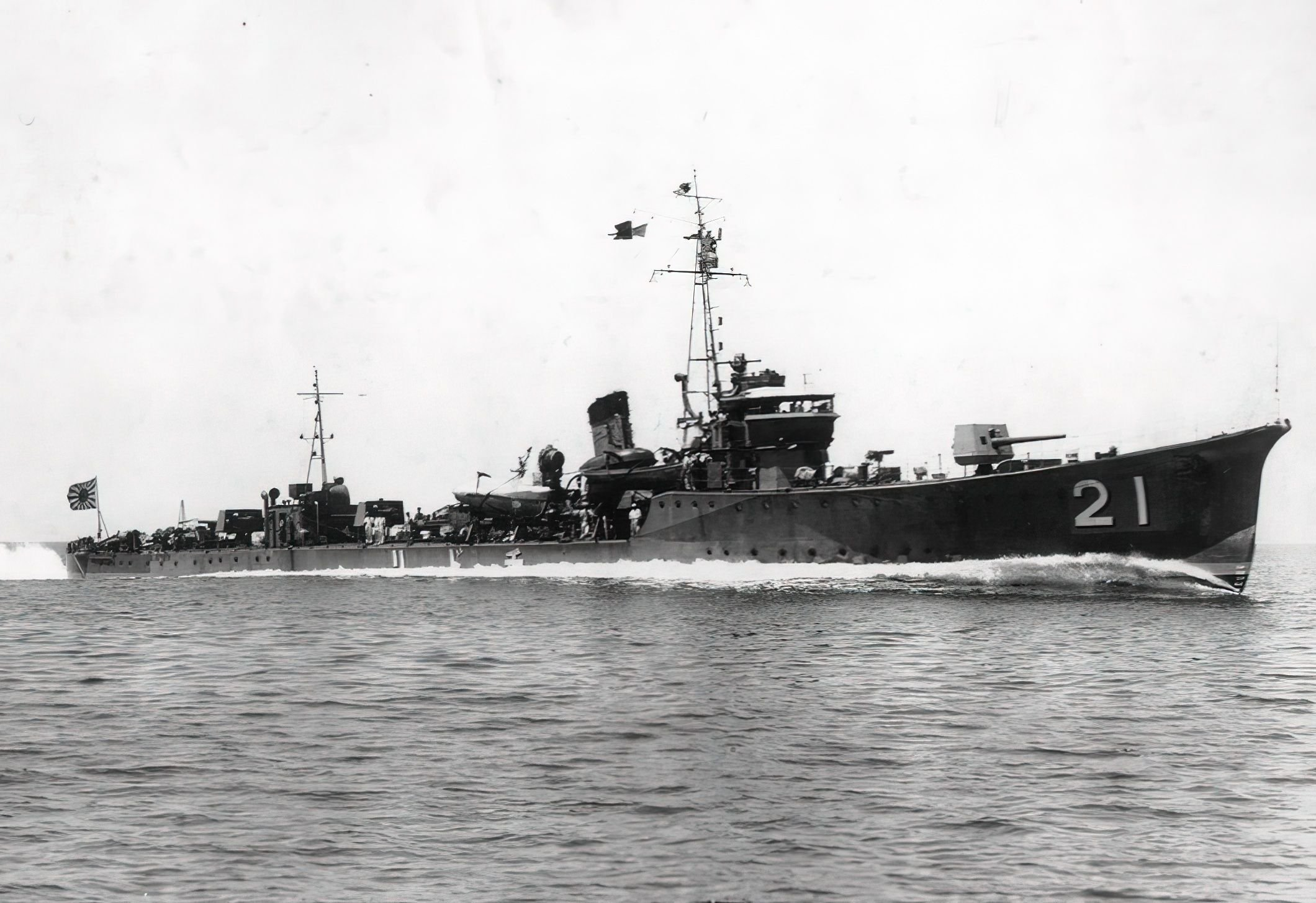
Traktat spowodował odrodzenie klasy torpedowców, jak japoński typ Chidori

## Postanowienia co do okrętów liniowych
Przede wszystkim, sygnatariusze traktatu londyńskiego zgodzili się przedłużyć do końca 1936 roku przyjęty w traktacie waszyngtońskim zakaz budowy nowych okrętów liniowych (tzw. „wakacje morskie” – zgodnie z traktatem waszyngtońskim, mogli oni rozpocząć budowę nowych okrętów w miejsce starych od 1931 roku). Francji i Włochom zezwolono jednakże na budowę dwóch nowych okrętów liniowych, mających zastąpić stare, na co zezwalał im w latach 1927 i 1929 traktat waszyngtoński, a czego wówczas nie podjęły. Do nowych okrętów liniowych zastosowanie miał limit wyporności 35 000 ts, przewidziany traktatem waszyngtońskim (Brytyjczycy próbowali przeforsować ograniczenie na przyszłość wielkości okrętów liniowych do 25 000 t i kalibru dział do 305 mm, lecz propozycja ta nie zyskała akceptacji). Wielka Brytania, USA i Japonia zobowiązały się wycofać lub przebudować na okręty szkolne kilka z posiadanych okrętów liniowych (art. 2).

## Limity wielkości flot
Jedynie Wielka Brytania, USA i Japonia podpisały część III traktatu, w której przyjęły limity sumy wyporności standardowej niektórych klas okrętów, jakie ich floty miały docelowo uzyskać na 31 grudnia 1936 roku (dodatkowo do ograniczeń wyporności okrętów liniowych i lotniskowców z traktatu waszyngtońskiego). Traktat posługiwał się określeniem „tony”, przejętym z traktatu waszyngtońskiego, równej 1016 kg („długiej” tony angielskiej, określanej jako tona standardowa – ts):
- USA:
  - krążowniki typu A (ciężkie): 180 000 ts
  - krążowniki typu B (lekkie): 143 500 ts
  - niszczyciele: 150 000 ts
  - okręty podwodne: 52 700 ts
- Brytyjska Wspólnota Narodów:
  - krążowniki typu A: 146 800 ts
  - krążowniki typu B: 192 200 ts
  - niszczyciele: 150 000 ts
  - okręty podwodne: 52 700 ts
- Japonia:
  - krążowniki typu A: 108 400 ts
  - krążowniki typu B: 100 450 ts
  - niszczyciele: 105 500 ts
  - okręty podwodne: 52 700 ts

Po raz pierwszy wyróżniono dwie kategorie krążowników: A, o uzbrojeniu w działa kalibru powyżej 155 mm oraz B, o kalibrze dział do 155 mm. Jakkolwiek traktat nie posługiwał się terminologią „krążownik ciężki” lub „lekki” i obowiązywał w tej części jedynie między USA, Wielką Brytanią i Japonią, lecz podział ten stał się następnie powszechnie przyjmowanym rozgraniczeniem między krążownikami ciężkimi (z działami kalibru ponad 155 mm) a lekkimi. Na potrzeby traktatu zdefiniowano krążowniki jako okręty o wyporności standardowej przekraczającej 1850 ts (1880 t) lub kalibrze dział większym od 130 mm, inne, niż okręty liniowe i lotniskowce, więc powyższe limity ogólnej wyporności w kategorii B obejmowały nie tylko klasę krążowników lekkich, ale też inne okręty spełniające te kryteria (np. duże stawiacze min). Ograniczono przy tym liczbę krążowników typu A (ciężkich) do 18 dla USA, 15 dla Wielkiej Brytanii i 12 dla Japonii. Zastosowanie w dalszym ciągu miała górna granica wyporności pojedynczych okrętów z traktatu waszyngtońskiego, to jest 10 000 ts (10 160 t) oraz górna granica kalibru dział krążowników kategorii A – 203 mm.
Jako niszczyciele określono na potrzeby traktatu okręty o wyporności standardowej do 1850 ts i kalibrze dział do 130 mm, więc także ta kategoria obejmowała też okręty niektórych innych klas. Przy tym, ogół niszczycieli miał mieć wyporność nie przekraczającą 1500 ts (1524 t), a większe okręty (określane też jako lidery flotylli) mogły stanowić najwyżej 16% przyznanego limitu wyporności. Dopuszczono przesunięcia do 10% tonażu między klasą krążowników typu B oraz niszczycieli (art. 17).
Spod limitów wyporności wyłączono (art. 8):
- wszystkie okręty mniejsze, o wyporności do 600 ts (610 ton metrycznych)
- większe okręty o wyporności do 2000 ts, o określonych słabszych charakterystykach (maksymalny kaliber dział 155 mm, nie więcej, niż 4 działa kalibru ponad 76 mm, prędkość do 20 węzłów, brak wyrzutni torpedowych)[e]
- okręty pomocnicze o określonych charakterystykach (m.in. maksymalny kaliber dział 155 mm, nie więcej, niż 4 działa kalibru ponad 76 mm, prędkość do 20 węzłów, brak wyrzutni torpedowych, urządzeń do stawiania min i pancerza, nie więcej, niż trzy samoloty na wyposażeniu.

Traktat przewidywał poza tym liczne konkretne wyjątki od ogólnych zasad dla poszczególnych państw lub okrętów. Określał też wiek, w jakim można wymieniać okręty na nowe i szczegółowo regulował zasady pozbawiania cech bojowych okrętów wycofanych lub przebudowanych na szkolne.
Włochy domagały się równej floty z francuską, podczas gdy Francja nie zgadzała się na proponowane ograniczenia w zakresie niszczycieli i okrętów podwodnych, argumentując, że oprócz Morza Śródziemnego potrzebuje dodatkowo sił na Atlantyku. W efekcie, oba kraje nie przyjęły ograniczeń ilościowych swoich flot.

## Pozostałe postanowienia ogólne
W dziedzinie lotniskowców, zabroniono przebudowy istniejących okrętów liniowych na lotniskowce. Ograniczono do 155 mm kaliber uzbrojenia artyleryjskiego nowo budowanych małych lotniskowców, o wyporności poniżej 10 000 ts (art. 4 i 5). Sam termin „lotniskowiec” doprecyzowano jako dowolny okręt nawodny zaprojektowany wyłącznie w celu przenoszenia samolotów i tak skonstruowany, aby samoloty mogły z niego startować i na nim lądować (art. 3).
W stosunku do wszystkich sygnatariuszy, wielkość posiadanych okrętów podwodnych ograniczono do 2000 ts wyporności standardowej (2032 t). Kaliber dział nowo budowanych okrętów podwodnych ograniczono do 130 mm. Zezwolono jednak na posiadanie do trzech okrętów podwodnych o wyporności do 2800 ts i uzbrojeniu w działa kalibru do 155 mm (uczyniono także wyjątek dla przewyższającego te parametry francuskiego „Surcouf”). Zabroniono także budowy okrętów przewyższających te parametry na eksport (art. 7). Brytyjczycy usiłowali przeforsować ogólny zakaz posiadania okrętów podwodnych, lecz nie zostało to przyjęte
Poza tym, w artykule 22 sygnatariusze zadeklarowali jako normę prawa międzynarodowego zasady użycia okrętów podwodnych, polegające na zakazie topienia lub uszkadzania statków cywilnych bez uprzedniego umieszczenia w bezpiecznym miejscu pasażerów, załogi i dokumentów statku, przy czym szalup nie uważano za bezpieczne miejsce, chyba że stan morza i odległość od lądu lub innych statków zapewniały im bezpieczeństwo. Zasad tych nie stosowało się przy uporczywej odmowie zatrzymania się przez prawidłowo wezwany statek (ang. persistent refusal to stop on being duly summoned) lub czynnym oporze przeciw przeszukaniu statku. Regulacja ta wprowadzona została pod naciskiem Wielkiej Brytanii, która wobec niepowodzenia swoich wysiłków zmierzających do wprowadzenia całkowitego zakazu budowy i używania okrętów podwodnych, starała się tą drogą całkowicie pozbawić okręty tej klasy militarnej użyteczności. Sygnatariusze wezwali też inne państwa do przyjęcia tej zasady.
Traktat wygasał 31 grudnia 1936 roku, z wyjątkiem art. 22 dotyczącego powyższej normy prawa międzynarodowego, która z mocy artykułu 23 miała obowiązywać bezterminowo, oraz postanowień dotyczących lotniskowców, które miały pozostać w mocy do końca obowiązywania traktatu waszyngtońskiego (1936). 6 listopada 1936 roku Stany Zjednoczone i Wielka Brytania (łącznie z dominiami i Indiami) podpisały w Londynie protokół, do którego przeniesiono w dosłownym brzmieniu postanowienia artykułu 22. W protokole przewidziano możność przystąpienia do niego innych państw. Niemcy przystąpiły do protokołu w 1936 roku, a Związek Radziecki w 1937 roku.

## Efekty
W wykonaniu traktatu, USA wycofały ze służby jako okręty bojowe pancerniki USS „Florida”, „Utah” i „Wyoming” (przebudowany na szkolny), Wielka Brytania: HMS „Benbow”, „Iron Duke” (przebudowany na szkolny), „Marlborough”, „Emperor of India” i krążownik liniowy „Tiger”, a Japonia krążownik liniowy „Hiei” (przebudowany na szkolny). „Hiei” jako jedyny został później przywrócony do pełnowartościowego pancernika i wziął czynny udział w II wojnie światowej.
Pod rządami traktatu Francja zbudowała najpierw dwa nowoczesne pancerniki umiarkowanej wielkości Dunkerque (wyporność 26 500 t, uzbrojenie w działa 330 mm). Włochy następnie rozpoczęły w 1934 roku budowę wykorzystujących całość limitu wyporności 35 000 ts (a w rzeczywistości nawet go przekraczających) pancerników typu Littorio, uzbrojonych w działa 381 mm, po czym Francja ogłosiła 2 stycznia 1935 roku wycofanie się z ograniczeń traktatowych i podjęła budowę również „pełnowymiarowych” pancerników typu Richelieu (działa 380 mm).
Z uwagi na ograniczenie ilości krążowników ciężkich dostępnych dla USA, Wielkiej Brytanii i Japonii, państwa te rozpoczęły w latach 30., po kilkuletniej przerwie, budowę licznych nowych krążowników lekkich. Były to w większości jednostki silniej uzbrojone i większe od dotychczasowych krążowników lekkich, zbliżające się wielkością do maksymalnego limitu 10 000 t i posiadające 12–15 dział kalibru 152–155 mm. Wśród nich, japońskie okręty typu Mogami były w rzeczywistości projektowane z zamiarem przezbrojenia na krążowniki ciężkie, do czego ostatecznie doszło i po modernizacji znacznie przekraczały one limit wyporności. Budowę krążowników lekkich o umiarkowanych parametrach kontynuowano też we Włoszech i Francji (państwa te już uprzednio zaczęły budować nowoczesne jednostki tej klasy).
W dziedzinie niszczycieli, jedynie Wielka Brytania restrykcyjnie przestrzegała limitu wyporności 1500/1850 t (typy A-I). W USA i Japonii początkowo budowano pod rządami traktatu jednostki mieszczące się w limicie traktatowym (Farragut, Mahan, lidery typu Porter, japoński typ Hatsuharu), lecz w nowo budowanych pod koniec jego obowiązywania faktycznie przekraczano limity (amerykańskie typy Gridley, Bagley, Somers, Benham, japońskie Shiratsuyu i Asashio)
Wyłączenie spod limitów wyporności mniejszych okrętów o wyporności do 600 ts spowodowało renesans popularności klasy torpedowców nie przekraczających tej wyporności i budowę nowych jednostek tej klasy w Japonii, Włoszech i Francji (m.in. japońskie torpedowce typu Chidori, włoskie Spica, francuskie Melpomene), aczkolwiek dwa ostatnie państwa ostatecznie nie związały się limitami wyporności flot.
Kolejnym etapem regulacji zbrojeń morskich była druga morska konferencja genewska w 1932 roku (bez rezultatów w dziedzinie zbrojeń morskich), a następnie drugi traktat londyński z 1936 roku, który jednak nie spełnił już istotnej funkcji rozbrojeniowej. W grudniu 1934 roku Japonia bowiem ogłosiła zamiar wycofania się z ograniczeń traktatu londyńskiego i waszyngtońskiego, po czym w styczniu 1936 odrzuciła nowo proponowane ograniczenia, a jej delegacja wycofała się z drugiej konferencji londyńskiej. W styczniu 1935 roku również Francja ogłosiła odrzucenie ograniczeń, z obawy przed Niemcami. Stroną powyższych układów nigdy nie były Niemcy – wprawdzie wiązane były postanowieniami traktatu wersalskiego, lecz naginały je, a 18 czerwca 1935 w drodze dwustronnej brytyjsko-niemieckiej umowy morskiej uzyskały zgodę Wielkiej Brytanii na osiągnięcie przez niemiecką flotę wielkości 35% brytyjskiej (420 000 t). Traktat z 1935 roku został zerwany przez Hitlera 28 kwietnia 1939 roku (razem z polsko-niemiecką Deklaracją o niestosowaniu przemocy z 1934 roku) w odpowiedzi na ówczesne polsko-brytyjskie rokowania sojusznicze.